# Mezolitic
Mezoliticul (limba greacă antică: μέσος, mesos 'mijlociu' + λίθος, lithos 'piatră') sau Epoca de Mijloc a Pietrei a fost o perioadă arheologică dintre Paleolitic târziu și Neolitic. Termnenul de Epipaleolitic este folosit ca sinonim pentru regiunea de nord a Europei și corespunde cu Epipaleoliticul din Orientul Apropiat și cu Epipaleoliticul din Caucaz.
Mezoliticul a avut durate diferite în diferite părți ale Europei, fiind perioada finală a vânător-culegătorilor din Europa și Orientul Mijlociu, între Ultimul maxim glaciar și Revoluția neolitică. 
În Europa, Mezoliticul a durat între anii 15.000 și 5.000 î.en. În Orientul Mijlociu, Mezoliticul sau Epipaleoliticul a durat între anii 20.000 și 10.000 î.Hr.  
Tipul de cultură asociat cu Mezoliticul variază în diferite zone, fiind grupurile de oameni care vânau animale mari, precum mamuții, și apariția unor societăți care foloseau unelte sofisticate și arme din piatră din ce în ce mai letale. 
În funcție de regiune, sunt culturi care practică modelarea ceramicii și croitoria. De asemenea, erau societăți care își înmormântau morții în gropi săpate.  

## Terminologia
Termenii Paleolitic și Neolitic au fost introduși de John Lubbock, Primul Baron de Avebury, în lucrarea sa „Timpurile preistorice” din anul 1865. Categoria suplimentară „Mezolitic” a fost adăugată de Hodder Westropp în 1866, fiind imediat contrazis de școala de arheologice condusă de John Evans: „Epocile se amestecă între ele precum culorile curcubeului”. 
O școală europeană condusă de Gabriel de Mortillet susține că exista totuși un decalaj între Paleolitic și Neolitic. 
Edouard Piette a pretins că decalajul ar trebui să poarte denumirea Cculturii Aziliene. Knut Stjerna l-a denumit "Epipaleolitic", sugerând că ar fi faza finală a Paleoliticului decât o perioadă intermediară între acesta și Neolitic.  
Vere Gordon Childe a scris în lucrarea sa  Răsăritul Europei (1947) că sunt suficiente date colectate care demonstrează necesitatea existenței unei epoci intermediate între Paleolitic și Neolitic.
Dar termenii de „Mezolitic” și „Epipaleolitic” au rămas folosiți concomitent în ultimele decenii. În Marea Britanie, Germania, Scandinavia, Ucraina, România și Rusia, este utilizat termenul de Mezolitic. În alte zone, în special în Asia, este preferat termenul de „Epipaleolitic” de către autori. 
În America de Nord nu este utilizat nicio denumire pentru o perioadă intermediară dintre Paleolitic și Neolitic. 
Denumirile de „Epipaleolitic” și „Mezolitic” sunt folosite împreună pentru a descrie finalul Paleoliticului târziu. 
Unii autori preferă termenul de „Epipaleolitic” pentru a descrie culturile de vânător-culegători care nu au fost succedate de societățile agrare și folosesc termenul de „Mezolitic” pentru culturile care au fost afectate de transformările revoluției neolitice, precum cultura Natufi. 

## Stilul de viață
Mezoliticul a debutat în peninsula balcanică acum 15.000 ani și în vestul Europei acum 14.000 ani, în regiunea franco-cantabrică a nordului Spaniei și sudului Franței. 
În alte regiuni ale Europei, Mezoliticul a debutat acum 11.500 ani, la începutul erei Holocen și se va încheia cu începutul practicării agriculturii între acum 8.500 și 5.500 ani. 
În nordul Europei, societățile umane trăiau bine din cantitățile mari de hrană provenite din mlaștini create de încălzirea climatică. Aceste condiții au dus la crearea de comportamente umane distinctive, manifestate în culturi materiale precum Maglemosian și Azilian. 
Uneltele din piatră se caracterizau prin pietre ciobite în Modul V (microliți), în timp ce paleoliticul avea Modurile I–IV utilizate. În unele zone însă, precum Irlanda, părți ale Portugaliei, Insula Man și Insulele Tireniene, în mezolitic a fost folosită o tehnologie macrolitică. 
În Neolitic, microliții au fost înlocuiți cu macroliții, presupunând unelte de piatră mai netede din care s-au creat primele topoare.
Unele dovezi demonstrează construirea de lăcașe de cult cu semnificație astronomică în care se practicau ritualuri. Acestea erau compuse dintr-un rând scurt de găuri de stâlp mari aliniate între est și vest, ceea ce ar indica un posibil „calendar lunar”, precum Warren Field din Scoția, unde găurile ar reflecta fazele Lunii, datând din anii 9.000 î.Hr. 
Probele ADN colectate dintr-o gumă preistorică, făcută din smoala scoarței de mesteacăn, a dezvăluit că femeia care a mestecat-o  a consumat alune și carne de rață în urmă cu aproximativ 5.700 de ani, în sudul Danemarcei. Oamenii din Mezolitic ar fi preferat alunele.  
Pe măsură ce tehnicile Neoliticului (inclusiv agricultura, păstoritul, topoarele din piatră netezită, locuințele alungite din lemn și ceramica) s-a răspândit în Europa, modul de viață mezolitic a fost marginalizat și în cele din urmă a dispărut. Adaptările mezolitice precum sedentarismul, dimensiunea populației și consumul de plante sunt citate ca dovezi ale tranziției către agricultură.  Other Mesolithic communities rejected the Neolithic package likely as a result of ideological reluctance, different worldviews and an active rejection of the sedentary-farming lifestyle. Într-un sit arheologic din Blätterhöhle din Hagen, se pare că descendenții oamenilor din mezolitic și-au menținut un stil de viață mezolitic pentru mai mult de 2000 de ani după sosirea societăților agricole în zonă;  astfel de societăți pot fi numite „subneolitice”. Pentru comunitățile de vânători-culegători, contactul strâns pe termen lung și integrarea în comunitățile agricole existente au facilitat adoptarea unui stil de viață agricol. Integrarea acestor vânători-culegători în comunitățile agricole a fost posibilă datorită caracterului lor social deschis față de noii membri.  În nord-estul Europei, stilul de viață de vânătoare și pescuit a continuat în perioada medievală.  

## Clima, vegetația și fauna din Mezolitic
Începutul mezoliticului este marcat de sfârșitul erei glaciare în urmă cu 12.000 de ani. Temperatura globală și concentrația maselor de aer umed au crescut brusc. 
Temperaturile înregistrează oscilații, precum și răcire semnificativă în anumite perioade. Încălzirea duce la topirea gheții și  creșterea nivelului apei (de exemplu, Marea Adriatică a crescut cu 100 metri).
Așa se schimbă flora și fauna. Animalele care s-au adaptat la era glaciară mor sau se mută în nordul îndepărtat, iar oamenii își adaptează viața la noile condiții. 
Oamenii descoperă tehnici rapide de vânat căprioare, cerbi, bizoni, zimbri, mistreți și păsări sălbatice. Armele principale folosite la distanță sunt arcul și săgeata.
Râurile, pâraiele și lacurile umflate oferă cantități mari de pește, o nouă sursă de proteine, vitamine, minerale si omega-3. Oamenii dezvoltă tehnici de pescuit și colectarea crustaceelor cu ajutorul microliților în forme geometrice, care pot fi implantate pentru a obține sulițe, săgeți și harpoane. 
Ei produc numeroase unelte și arme din din oase, inclusiv ace , cârlige, pumnale și bijuterii. Cele mai vechi descoperiri de bărci scobite și tehnicile de coaserea pieilor de animale provin din mezolitic.
Noul mod de viață reduce migrația și permite crearea de așezări permanente.
Extincția speciilor de mamifere mari coincide cu Mezoliticul. Mamuți lânoși au devenit o specie extincă în timpul Pleistocenului târziu și al Holocenului mijlociu, alături de rinocerul lânos, leul de peșteră, vulpea arctică. Extincția a debutat acum 40.000 de ani și a  atins apogeul acum 14.000 și 11.500 de ani în urmă. 
Părerile oamenilor de știință sunt împărțite dacă vânătoarea excesivă sau schimbările climatice au dus la micșorarea habitatului mamuților lânoși sau dacă s-a datorat unei combinații a celor două. În Marea Britanie, mamuții lânoși erau încă prezenți între 12.500 și 12.000  î.e.n.  Ultimii mamuți lânoși care au trăit în Europa continentală au fost în Peninsula Kyttyk din Siberia, acum 9.650 de ani. 
Canis dirus, lupul cenușiu, a dispărut treptat în jurul anilor 8000 - 6000 î.en., ultimele exemplare trăind în Arizona, Missouri și California. Lupul modern, domesticit de oameni, a început să domine în America de Nord, Europa și Asia. Ursul de peșteră sau Ursus spelaeus a dispărut în urmă cu 24.000 ani, cu patru milenii înainte de debutul Mezoliticului. Leul de Peșteră (Panthera spelaea) a dispărut acum 13.000 ani. Rinocerul lânos a devenit extinct acum circa 14.000 - 9.800 ani, iar Megaloceros giganteus sau elanul irlandez a dispărut acum 7.000 ani. Iar smilodonul sau tigrul cu dinți de sabie, care a locuit în America de Sud și în America de Nord, a dispărut acum aproximativ 11.000 ani. Impactul asupra ecosistemului generat de răspândirea omului pe continentele americane și vânătoarea de erbivore ce erau sursa de hrană pentru smilodoni le-ar fi cauzat înfometarea, și în cele din urmă, dispariția felinelor mari cu dinți de sabie.       

### Vânătoare și pescuit în Mezolitic
Lângă lacul Friesack, la 150 km de Berlin, un sit dezvăluie că oamenii din Mezolitic produceau arcuri, săgeți, coșuri și plase între anii 8700 și 7800 î.en. Ei vânau căprioare, vite sălbatice, castori, iepuri, păsări și pescuiau știucă, somn și țestoase.
În sudul Suediei, oamenii vânau foci și pescuiau după cum demonstrează rămășițele a peste 1000 de foci care au fost ucise în jurul anului 7200 î.Hr., într-o peșteră de pe insula baltică Stora Karlso. 
În Danemarca, pe malul lacului Skanderborg, între anii 5400 și 3550 î.Hr., oamneii vânau mistreți, nevăstuici și pescuiau delfini. 
În Suedia, pe o insulă dintr-un lac, oamenii pescuiau biban, dorada și vânau căprioare, mistreți, cerbi și elani. În Polonia, pe locul orașului Dabki, au fost descoperite rămășițe care demonstrează că între anii 5400 și 4600 î.Hr, oamenii vânau castori, căprioare și rațe, și pescuiau știucă și biban. 
În Vedbaek, Danemarca, într-un cimitir al culturii Ertebolle, bărbații în vârstă erau îngropați cu unelte de piatră și cu coarne de cerb, iar femeile erau îngropate cu coliere din scoici și dinți de animale. În Suedia, oamenii erau îngropați alături de câini, fiind găsite schelete în siturile Skateholm I și Skateholm II. 
În Marea Britanie, Yorkshire, la Star Carr, au fost excavate oase de cerbi, căprioare, vulpi, elani, castori, nevăstuică și vite sălbatice, precum și păsări sălbatice și indicii că oamenii de acolo consumau urzici, alune, nuci. 
Și la L'Abri du Pape, în Belgia , oameni în timpul mileniului al VIII-lea și începutului celui de-al VII-lea î.Hr. Kr. au vânat căprioare, căprioare, mistreți, vite sălbatice, vidre, vulpi și pisici sălbatice, dar se hrăneau cu precădere cu pești și păsări de apă dulce. 
În cuptorul lui Pupić din Istria , Croația, precum și siturile din jur Šebrn și Kotle, au fost găsiți microliți, scoici străpunse și dinți de căprioare străpunși, toate datând de acum 9500 și 10000 de ani.
În Grecia, faimosul sit al Peșterii Franchthi, din Peloponez , a fost locuit de acum 35.000 de ani până în urmă cu 5.000 de ani, fiind găsite cochilii de melci. Oamenii săpăau șanțuri în jurul lor pentru a-i colecta și a-i hrăni. Ei selectau melcii cu dimensiunile cele mai mari, fiind surse valoroase de nutrienți. 

## Arta mezolitică
În comparație cu paleoliticul superior anterior și cu neoliticul, există destul de puține piese de artă care să fi supraviețuit din mezolitic până în zilele noastre. Arta rupestră din bazinul iberic mediteranean, care probabil se răspândește din paleoliticul superior, este un fenomen larg răspândit, mult mai puțin cunoscut decât picturile rupestre din paleoliticul superior, cu care face un contrast interesant. Siturile sunt acum în mare parte stânci în aer liber, iar personajele pictate sunt acum mai degrabă umane decât animale, cu grupuri mari de figuri mici; sunt 45 de figuri la Roca dels Moros.  Sunt prezentate îmbrăcăminte și scene de dans, luptă, vânătoare și depozitarea hranei.  Figurile sunt mult mai mici decât animalele artei paleolitice și sunt reprezentate mult mai schematic, deși adesea în ipostaze energice. 
Sunt cunoscute câteva pandantive mici și gravate cu găuri de suspensie și desene simple,  unele din nordul Europei în  chihlimbar și una de la  Star Carr din Marea Britanie în șist. 
Capul Elanului din Huittinen este o piesă artistică sculptată în steatit din Finlanda.  
Arta rupestră din Urali pare să arate schimbări similare după Paleolitic, iar Idolul Shigir din lemn este o piesă artistică rară. Este o scândura din zada sculptată cu motive geometrice, dar acoperită cu un cap de om. Acum, în fragmente, se pare că ar fi avut peste 5 metri înălțime când a fost făcută.
 Figurina Ain Sakhri din Palestina este o sculptură natufiană în calcit.
33 de coarne au fost descoperite la Star Carr. 
Acestea sunt cranii de cerb roșii modificate pentru a fi purtate de oameni. Piesele au fost descoperite și la Bedburg-Königshoven, Hohen Viecheln, Plau și Berlin-Biesdorf.

## Țesut
Tehnicile de țesut au fost desfășurate pentru a crea încălțăminte și coșuri, acestea din urmă fiind decorate și vopsite.  Au fost găsite exemplare în Cueva de los Murciélagos din sudul Spaniei, care în 2023 au fost datate cu 9.500 de ani în urmă. 

## Ceramica mezolitică
În Europa de nord-est, Siberia și anumite situri din sudul Europei și din Africa de Nordn, ceramica mezolitică poate fi datată între circa 9.000} până la 5.850 î.en.  Arheologii ruși preferă să descrie astfel de culturi de ceramică drept neolitice, chiar dacă agricultura este absentă. 
Această cultură mezolitică de fabricare a ceramicii poate fi găsită periferică culturilor neolitice sedentare. Aceasta a creat un tip distinctiv de ceramică, cu bază ascuțită și margini evazate, fabricat prin metode neutilizate de fermierii neolitici. Deși fiecare zonă a ceramicii mezolitice a dezvoltat un stil individual, caracteristicile comune sugerează un singur punct de origine.
Cea mai timpurie manifestare a acestui tip de ceramică poate fi în regiunea din jurul Lacul Baikal din Siberia. Apare în cultura Yelshanka de pe Volga în Rusia acum 9.000 de ani și de acolo s-a răspândit prin cultura Nipru-Doneț până la cultura Narva din Marea Baltică de Est.

Răspândit spre vest de-a lungul liniei de coastă, se găsește în cultura Ertebølle din Danemarca și Ellerbek din Germania de Nord și în cultura Swifterbant înrudită din Țările de Jos. 

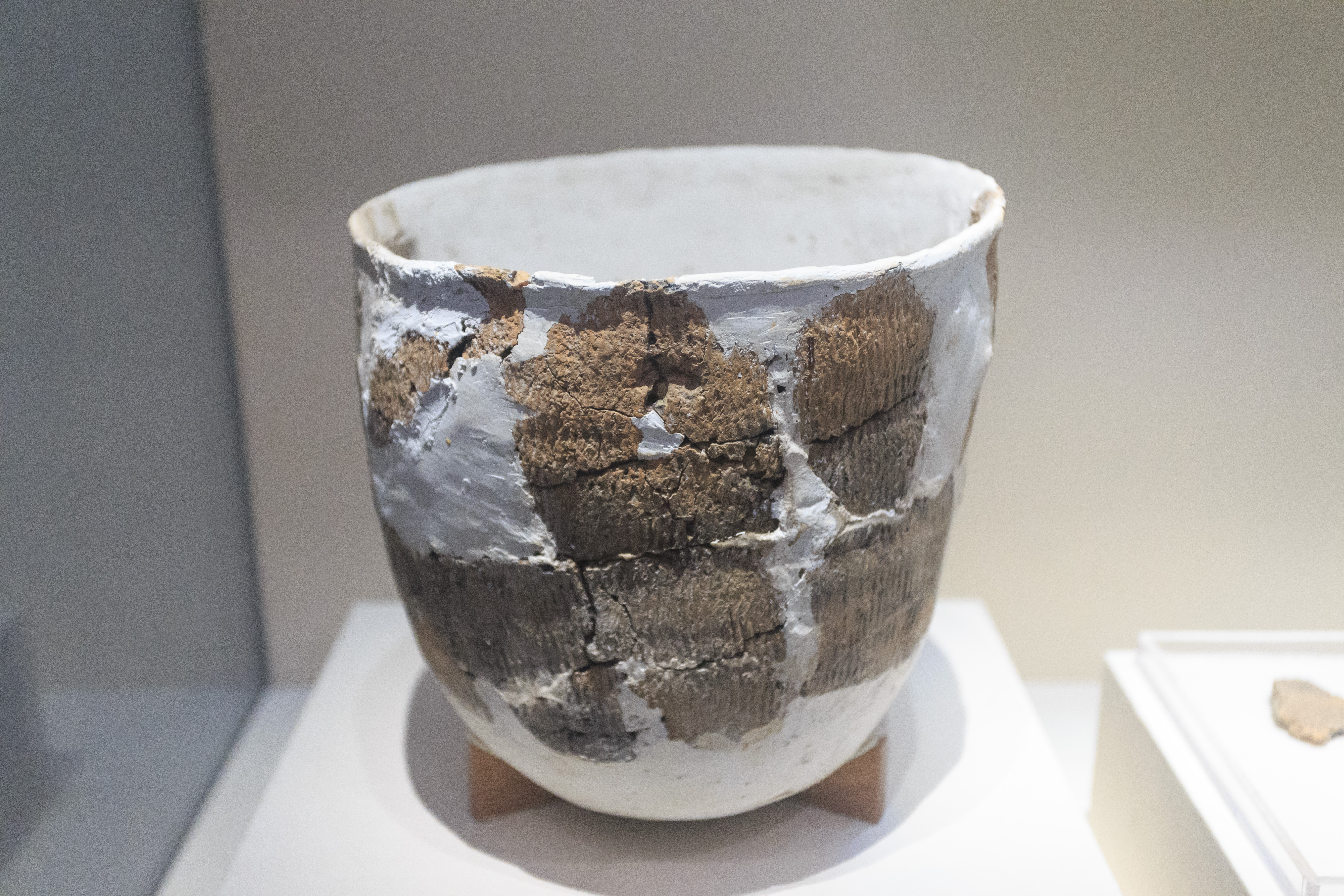
Pottery with re-construction repairs found in Xianrendong cave, dating to 20,000–10,000 years ago.

O publicație din 2012 în revista Science a anunțat că cea mai veche piesă de ceramică cunoscută până în prezent în lume a fost găsită în peștera Xianrendong din China, iar prin radiocarbon, s-a vehiculat că datează de acum 20.000 și 19.000 de ani. Multe dintre fragmentele de ceramică aveau urme de ardere, ceea ce sugerează că ceramica era folosită pentru gătit și pentru depozitat hrana în timpul maximului glaciar târziu. 

## Culturi
| Rază geografică                        | Periodizare          | Cultura                      | Durata             | Situri arheologice notabile                                    |
| -------------------------------------- | -------------------- | ---------------------------- | ------------------ | -------------------------------------------------------------- |
| Sud-estul Europei (Grecia)             | Mezoliticul balcanic |                              | 13,000–5,000 î.en. | Peștera Franchthi, Peștera Theopetra                           |
| (Romania/Serbia)                       | Mezoliticul balcanic | Mezoliticul Porților de Fier | 11,000–3,000 î.en. | Lepenski Vir                                                   |
| Vestul Europei                         | Mezoliticul timpuriu | Azilian                      | 12,000–8,000 î.en. |                                                                |
| (Norvegia)                             |                      | Cultrua Fosna-Hensbacka      | 10,000–8,500 î.en. |                                                                |
| (Norvegia)                             | Mezoliticul timpuriu | Cultura Komsa                | 10,000–8,000 î.en. |                                                                |
| Asia Centrală, regiunea Munților Urali |                      |                              | 10,000–3,000 î.en. | Idolul Shigir, Vtoraya Beregovaya                              |
| Estonia, Letonia și nord-vestul Rusiei | Mezoliticul mijlociu | Cultura Kunda                | 8,500–5,000 î.en   | Lammasmägi, așezarea Pulli                                     |
| Nordul Europei                         |                      | [[Cultura Maglemosian]       | 9,000–6,000 î.en.  |                                                                |
| Vestul și Centrul Europei              |                      | Cultura Sauveterrian         | 8,500–6,500 î.en.  |                                                                |
| Marea Britanie                         | Mezoliticul britanic |                              | 10,000–4000 î.en.  | Star Carr, Casa Howick, Peștera Gough, Cramond, Aveline's Hole |
| Irlanda                                | Mezoliticul irlandez |                              | 9,000–3,500 î.en.  | Mount Sandel                                                   |
| Belgia și Franța                       |                      | Cultura Tardenoisian         | 8,000–3,000 î.en.  |                                                                |
| Belarus, Lituania, Polonia             | Mezoliticul târziu   | Cultura Neman                | 7,000–3,000 î.en.  |                                                                |
| Scandinavia                            |                      | Culturile Nøstvet și Lihult  | 6,200–3,200 î.en   |                                                                |
| Scandinavia                            |                      | Cultrua Kongemose            | 6,000–5,200 î.en.  |                                                                |
| Scandinavia                            | Mezoliticul târziu   | Cultura Ertebølle            | 5,300–3,900 î.en.  |                                                                |
| Țările de Jos                          | Mezoliticul târziu   | Cultura Swifterbant          | 5,300–3,400 î.en.  |                                                                |
| Portugalia                             | Mezoliticul târziu   |                              | 5,600–3,500 î.en.  |                                                                |